# Фред Макнеер
Фред Макнеер (англ. Fred McNair; нар. 22 липня 1950) — колишній американський тенісист.
Найвищу одиночну позицію світового рейтингу — 79 місце досяг 11 жовтня, 1976, парну — 1 місце — 1976 року.
Здобув 4 одиночні та 16 парних титулів.
Перемагав на турнірах Великого шолома в парному розряді.

## Фінали за кар'єру

### Парний розряд (16–22)
| Результат | Ранг | Рік  | Турнір                                      | Покриття   | Партнер            | Суперник                            | Рахунок       |
| --------- | ---- | ---- | ------------------------------------------- | ---------- | ------------------ | ----------------------------------- | ------------- |
| Поразка   | 1.   | 1973 | Меріон, Пенсільванія, США                   | Трава      | Джефф Остін        | Колін Діблі Аллан Стоун             | 6–7, 3–6      |
| Перемога  | 1.   | 1973 | Аптос, Каліфорнія, США                      | Тверде     | Джефф Остін        | Реймонд Мур Онні Парун              | 6–2, 6–1      |
| Перемога  | 2.   | 1973 | Крайстчерч, Нова Зеландія                   | Тверде     | Ананд Амрітрадж    | Ендрю Джарретт Джонатан Сміт        | w/o           |
| Перемога  | 3.   | 1974 | Джексон, Міссісіпі, США                     | Килим      | Раз Рід            | Байрон Бертрам Джон Фівер           | 3–6, 6–3, 6–3 |
| Поразка   | 2.   | 1974 | Меріон, Пенсільванія, США                   | Трава      | Майк Машетт        | Рой Барт Хумфрі Хос                 | 6–7, 2–6      |
| Перемога  | 4.   | 1975 | Ричмонд (Вірджинія), США                    | Килим      | Ганс Кері          | Паоло Бертолуччі Адріано Панатта    | 7–6, 5–7, 7–6 |
| Перемога  | 5.   | 1975 | Сан-Франциско, США                          | Килим      | Шервуд Стюарт      | Аллан Стоун Кім Ворвік              | 6–2, 7–6      |
| Перемога  | 6.   | 1975 | Мауї, Гаваї, США                            | Тверде     | Шервуд Стюарт      | Джефф Боров'як Харун Рахім          | 3–6, 7–6, 6–3 |
| Перемога  | 7.   | 1976 | Солсбері (Меріленд), США                    | Килим      | Шервуд Стюарт      | Стів Крулевітс Трей Волткі          | 6–3, 6–2      |
| Перемога  | 8.   | 1976 | Борнмут, Велика Британія                    | Ґрунт      | Войцех Фібак       | Хуан Хісберт стар. Мануель Орантес  | 4–6, 7–5, 7–5 |
| Перемога  | 9.   | 1976 | Гамбург, Німеччина                          | Ґрунт      | Шервуд Стюарт      | Дік Крілі Кім Ворвік                | 7–6, 7–6, 7–6 |
| Перемога  | 10.  | 1976 | Відкритий чемпіонат Франції з тенісу, Париж | Ґрунт      | Шервуд Стюарт      | Браян Готтфрід Рауль Рамірес        | 7–6, 6–3, 6–1 |
| Перемога  | 11.  | 1976 | Swedish Open, Швеція                        | Ґрунт      | Шервуд Стюарт      | Войцех Фібак Хуан Хісберт стар.     | 6–3, 6–4      |
| Поразка   | 3.   | 1976 | Індіанаполіс, США                           | Ґрунт      | Шервуд Стюарт      | Браян Готтфрід Рауль Рамірес        | 2–6, 2–6      |
| Поразка   | 4.   | 1976 | Колумбус, Огайо, США                        | Тверде     | Шервуд Стюарт      | Вільям Браун Браян Тічер            | 3–6, 4–6      |
| Перемога  | 12.  | 1976 | Саут-Орандж, Нью-Джерсі, США                | Ґрунт      | Марті Ріссен       | Вітас Ґерулайтіс Іліє Настасе       | 7–5, 4–6, 6–2 |
| Поразка   | 5.   | 1976 | Париж, Франція                              | Тверде (i) | Шервуд Стюарт      | Том Оккер Марті Ріссен              | 2–6, 2–6      |
| Перемога  | 13.  | 1977 | Мемфіс, Теннессі, США                       | Килим      | Шервуд Стюарт      | Боб Лутц Стен Сміт                  | 4–6, 7–6, 7–6 |
| Поразка   | 6.   | 1977 | Рим, Італія                                 | Ґрунт      | Шервуд Стюарт      | Браян Готтфрід Рауль Рамірес        | 7–6, 6–7, 5–7 |
| Поразка   | 7.   | 1977 | Washington Open                             | Ґрунт      | Шервуд Стюарт      | Джон Александер Філ Дент            | 5–7, 5–7      |
| Поразка   | 8.   | 1977 | Норт-Конвей, Нью-Гемпшир, США               | Ґрунт      | Шервуд Стюарт      | Браян Готтфрід Рауль Рамірес        | 5–7, 3–6      |
| Поразка   | 9.   | 1977 | Мастерс Канада                              | Тверде     | Шервуд Стюарт      | Боб Г'юїтт Рауль Рамірес            | 4–6, 6–3, 2–6 |
| Поразка   | 10.  | 1977 | Сан-Франциско, США                          | Килим      | Шервуд Стюарт      | Марті Ріссен Дік Стоктон (тенісист) | 4–6, 6–1, 4–6 |
| Поразка   | 11.  | 1977 | Кельн, Німеччина                            | Килим      | Шервуд Стюарт      | Боб Г'юїтт Фрю Макміллан            | 3–6, 5–7      |
| Перемога  | 14.  | 1977 | Ов'єдо, Іспанія                             | Тверде     | Шервуд Стюарт      | Ян Кодеш Рауль Рамірес              | 6–3, 6–1      |
| Перемога  | 15.  | 1978 | Baltimore WCT, США                          | Килим      | Фрю Макміллан      | Роджер Тейлор Тоніно Цугареллі      | 6–3, 7–5      |
| Поразка   | 12.  | 1978 | Денвер, Колорадо, США                       | Килим      | Шервуд Стюарт      | Боб Г'юїтт Фрю Макміллан            | 3–6, 2–6      |
| Перемога  | 16.  | 1978 | Роттердам WCT, Нідерланди                   | Килим      | Рауль Рамірес      | Роберт Луц Стен Сміт                | 6–2, 6–3      |
| Поразка   | 13.  | 1978 | Лондон Queen's Club, Велика Британія        | Трава      | Рауль Рамірес      | Боб Г'юїтт Фрю Макміллан            | 2–6, 5–7      |
| Поразка   | 14.  | 1978 | Forest Hills WCT, США                       | Ґрунт      | Шервуд Стюарт      | Джон Александер Філ Дент            | 6–7, 6–7      |
| Поразка   | 15.  | 1978 | Washington Open                             | Ґрунт      | Рауль Рамірес      | Боб Г'юїтт Артур Еш                 | 3–6, 4–6      |
| Поразка   | 16.  | 1978 | Лос-Анджелес, США                           | Килим      | Рауль Рамірес      | Джон Александер Філ Дент            | 3–6, 6–7      |
| Поразка   | 17.  | 1978 | Мехіко, Мексика                             | Ґрунт      | Рауль Рамірес      | Ананд Амрітрадж Віджай Амрітрадж    | 4–6, 5–7      |
| Поразка   | 18.  | 1979 | Клівленд, Огайо, США                        | Тверде     | Франсіско Гонсалес | Роберт Луц Стен Сміт                | 3–6, 4–6      |
| Поразка   | 19.  | 1980 | Дейтон, Огайо, США                          | Килим      | Фріц Бунінг        | Войцех Фібак Джефф Мастерз          | 4–6, 4–6      |
| Поразка   | 20.  | 1981 | Х'юстон, Texas, США                         | Ґрунт      | Ананд Амрітрадж    | Марк Едмондсон Шервуд Стюарт        | 4–6, 3–6      |
| Поразка   | 21.  | 1981 | Відень, Австрія                             | Тверде (i) | Семмі Джаммалва    | Стів Дентон Тім Вілкінсон           | 6–4, 3–6, 4–6 |
| Поразка   | 22.  | 1982 | Тайбей, Тайвань                             | Килим      | Тім Вілкінсон      | Ларрі Стефанкі Роберт Вант Гоф      | 3–6, 6–7      |